# Port lotniczy Gangaw
Port lotniczy Gangaw (IATA: GAW, ICAO: VYGG) – port lotniczy położony w Gangaw, w prowincji Magwe, w Mjanmie.